# Stylo (Broederliefde)
Stylo is een lied van de Nederlandse rapformatie Broederliefde. Het werd in 2022 als single uitgebracht en stond in hetzelfde jaar als elfde track op het album Strandje aan de Maas.

## Achtergrond
Stylo is geschreven door Denzel van Gemert, Charnett Reemnet, Emerson Akachar, Jarmo Lopulissa, Javiensley Dams, Jerzy Miquel Rocha Livramento, Melvin Silberie en Stanley Clementina en geproduceerd door Zerodix. Het is een nummer dat past in het genre nederhop. In het lied zingen en rappen de artiesten over hun dure levenswijze. Ze zeggen wat voor dingen ze allemaal aanschaffen met de focus op kledingstukken. De bijbehorende videoclip is opgenomen in de Dominicaanse Republiek.

## Hitnoteringen
De rapformatie had bescheiden succes met het lied in Nederland. Het piekte op de 54e plaats van de Single Top 100 in de twee weken dat het in deze hitlijst te vinden was. De Top 40 en haar Tipparade werden niet bereikt.